# Dick Scheffer
Dick Scheffer, pseudoniem van Isaäc Komkommer, (Amsterdam, 21 juni 1929 – Noordwijk, 24 november 1986) was een Nederlands acteur.
Isaäc Komkommer werd geboren in de Jodenbuurt in Amsterdam als enig kind van de kruidenier Joël Komkommer (1901-1943) en Rachel Teeboom (1901-1943). Zijn familie werd in de Tweede Wereldoorlog in de vernietigingskampen vermoord, maar het kindermeisje wist Isaäc een onderduikadres te geven in Leiden. Na de oorlog droeg hij op een avond met Amerikaanse filantropen het gedicht If van Rudyard Kipling voor en Oscar Getz, een whisky-magnaat, zag daarin aanleiding om zijn theateropleiding te betalen.
In 1950 debuteerde Scheffer bij het toneelgezelschap Puck.
Hij was een karakteracteur in voornamelijk kleinere rollen voor de Nederlandse Comedie, Ensemble, Globe, het Amsterdamse Volkstoneel en Theater.
Hij speelde in de hoorspelkern, verscheidene televisieseries en films, maar bij het grote publiek is hij waarschijnlijk het bekendst vanwege zijn laatste filmrol als Van Putten, de eigenaar van Zonnedaels rijdende kruidenierswinkel in de filmkomedie Flodder. Scheffer stierf drie weken voor de première van deze film aan een hartaanval tijdens een filmopname in Noordwijk.
In 1962 ontving hij de bronzen Bouwmeesterpenning.
Scheffer overleed op 57-jarige leeftijd aan een hartaanval. Hij werd op Westgaarde gecremeerd.

## Filmografie

#### Films
- 1986 – Flodder – Van Putten
- 1983 – De lift – Gérant
- 1981 – Hoge hakken, echte liefde – Toneelkapper
- 1978 – Meneer Klomp – Van 't Klooster
- 1978 – Het is weer Zo Laat – Dokter, afl 4 (Het is een dochter), afl 10 (Het is jammer maar helaas)
- 1977 – Soldaat van Oranje – Joodse straatverkoper
- 1976 – Wan Pipel – Oom Frans
- 1975 – Lifespan – Ambtenaar ministerie van Wetenschap
- 1975 –  Flanagan – Sigarenverkoper
- 1973 – Turks fruit – Accountant
- 1972 – VD – Chemicus
- 1969 – Kuifje en de Zonnetempel – Professor Zonnebloem (stem)